# Massengräber in Velenje
Auf dem Gebiet der Stadtgemeinde Velenje in Slowenien wurde bisher (Stand 1/2024) ein Massengrab aus der Zeit um den Zweiten Weltkrieg gefunden.

## Stadt Velenje
- Das Massengrab von Koželj (slowenisch: Grobišče Koželj) aus der Zeit unmittelbar nach dem Zweiten Weltkrieg befindet sich im Goll-Wald (Gollova hosta) unterhalb des Großen Koželj-Hügels (Veliki Koželj) neben einem Zufluss zum Bach Trubušnica. Es enthält die Überreste slowenischer Zivilgefangener, die aus den Gefängnissen in Celje transportiert und am 15. Juni 1945 erschossen wurden. Der Standort ist durch ein offizielles Inventarschild gekennzeichnet.[1]